# Лутеин
Лутеинът е един от повечето от 600 познати естествени каротиноиди. Съдържа се в зелени листни зеленчуци като спанак и къдраво зеле. Лутеинът се използва от организмите като антиоксидант и за поглъщане на синята светлина. Лутеинът е ковалентно свързан с една или повече мастни киселини, съдържащи се в някои плодове и цветя, особено турти (Tagetes). При осапунването на лутеинови естери се получава лутеин в приблизителна пропорция 2:1 тегловни части.
Лутеинът е липофилна молекула и по принцип е неразтворим във вода. Присъствието на дълъг хромофор от спрегнати двойни връзки (полиенна верига) осигурява характерните свойства на поглъщане на светлината. Полиенната верига е податлива на окислителна деградация от светлина или топлина и е химически неустойчива в киселини.
Основният естествен стереоизомер на лутеина е (3R,3'R,6'R)-бета,епсилон-каротин-3,3'-диол.